# Phil Imray
Phil Imray (22 de febrero de 1984 en Hereford) es un futbolista inglés naturalizado neozelandés que juega de arquero en el Miramar Rangers.

## Carrera
Debutó en 1999 en el Worcester City, donde solo jugó un año. Pasó en 2001 a Archdales y ese mismo año partió a Nueva Zelanda para jugar en el Western Suburbs. En 2004, frente a la creación del Campeonato de Fútbol de Nueva Zelanda, en la región de Wellington se creó una franquicia para jugar dicho campeonato, el Team Wellington. Imray fue uno de los jugadores de los clubes wellingtonianos llamado para participar en la escuadra del equipo. Jugó en el Team Wellington hasta que en 2006 pasó al YoungHeart Manawatu pero solo jugó una temporada, regresando en 2007 al equipo de la capital neozelandesa. Jugó hasta 2012, exceptuando dos cortos períodos en 2008 y 2011 en los que estuvo a préstamo en el Wellington Phoenix, reemplazando a Glen Moss (lesionado en 2008) y Mark Paston (lesionado en 2011). Firmó con el Wairarapa United pero regresó al Team Wellington a principios de 2013. A mediados de ese año pasaría al Miramar Rangers.

### Clubes
| Club                         | País          | Año               |
| ---------------------------- | ------------- | ----------------- |
| Worcester City Football Club | Inglaterra    | 1999 - 2000       |
| Archdales                    | Inglaterra    | 2000 - 2001       |
| Western Suburbs              | Nueva Zelanda | 2001 - 2004       |
| Team Wellington              | Nueva Zelanda | 2004 - 2006       |
| YoungHeart Manawatu          | Nueva Zelanda | 2006 - 2007       |
| Team Wellington              | Nueva Zelanda | 2007 - 2012       |
| Wellington Phoenix           | Nueva Zelanda | 2008 (a préstamo) |
| Wellington Phoenix           | Nueva Zelanda | 2011 (a préstamo) |
| Wairarapa United             | Nueva Zelanda | 2012              |
| Team Wellington              | Nueva Zelanda | 2013              |
| Miramar Rangers              | Nueva Zelanda | 2013 - Presente   |